# Chasing Cameron
Chasing Cameron  (en español: Persiguiendo a Cámeron) es un programa estadounidense de telerrealidad protagonizado por la estrella de internet Cameron Dallas. Se estrenó en Netflix el 27 de diciembre de 2016 con todos los episodios de la primera temporada a la vez. La serie se centra en Cameron Dallas, una persona influyente en las redes sociales, que se vuelve viral por su destacada carrera en la aplicación de video Vine.
La serie trata el tema del precio que se paga por la fama en internet. En sus episodios de media hora cuentan el camino hacia la fama de Cameron y otros miembros de Magcon, grupo que nació en 2014 y se disolvió, pero que volvió a surgir en 2016 con otros participantes. Se centra sobre todo en la gira que realiza este mismo grupo en Europa, Australia y Nueva Zelanda, con eventos que consistían en un espectáculo y encuentros con sus fanes.
Aparte de los miembros que coprotagonizan la gira la serie, en ella aparecen también Aaron Carpenter y Taylor Caniff, así como a los familiares directos de Dallas. La primera temporada de la serie consistió en diez episodios que se publicaron a la vez en la plataforma Netflix.

## Reparto
- Cameron Dallas [5]
- Taylor Caniff
- Aaron Carpenter
- Blake Gray
- Willie Jones
- Trey Schafer
- Joey Birlem
- Hunter Rowland
- Brandon Rowland

## Episodios
| Capítulo | Título                  | Fecha                   |
| -------- | ----------------------- | ----------------------- |
| 1        | «With One Tweet»        | 27 de diciembre de 2016 |
| 2        | «Tyranny of the Urgent» | 27 de diciembre de 2016 |
| 3        | «Cam's Big Crush»       | 27 de diciembre de 2016 |
| 4        | «Girls Like Hygiene»    | 27 de diciembre de 2016 |
| 5        | «Caged Animal»          | 27 de diciembre de 2016 |
| 6        | «Losing a Friend»       | 27 de diciembre de 2016 |
| 7        | «I Don't Wanna Be Here» | 27 de diciembre de 2016 |
| 8        | «Second Date»           | 27 de diciembre de 2016 |
| 9        | «No Shoes on the Bed»   | 27 de diciembre de 2016 |
| 10       | «Fifteen Minutes»       | 27 de diciembre de 2016 |